# والدورفهسلاخ
والدورفهسلاخ (به آلمانی: Walddorfhäslach) یک شهر در آلمان است که در رویتلینگن واقع شده‌است. والدورفهسلاخ ۴٬۷۵۷ نفر جمعیت دارد.